# Jardín Botánico de Gibraltar
The Alameda Gibraltar Botanic Gardens (en español: La Alameda, Jardín Botánico de Gibraltar) es un jardín botánico de unas 6 hectáreas de extensión que se encuentra en la ciudad de Gibraltar.

## Localización
The Alameda, Red Sands Road, PO Box 843. Gibraltar
- Latitud: 36 7' N
- Longitud: 5 21' W
- Altitud: 35m a 60m

Teléfono de Administración/Recepción +350 41235

## Historia
El jardín de la Alameda fue fundado en 1816 por la iniciativa del gobernador, general George Don para proporcionar un área para el esparcimiento de los ciudadanos de Gibraltar. 
Durante muchos años respondieron a este propósito pero en la década de 1970 cayeron en un estado de abandono. El proyecto botánico de los jardines de Gibraltar comenzó en junio de 1991 cuando el gobierno de Gibraltar contrató a una empresa de encargados ambientales de naturaleza salvaje de Gibraltar para restaurar los jardines y convertirlos en un jardín botánico. En este mismo año, el Dr. John Cortes fue nombrado como Director de la institución.

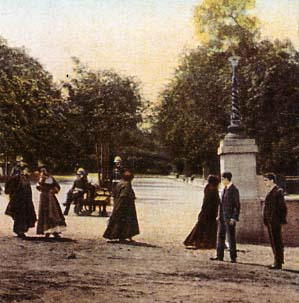
Una mañana del en la entrada de « The Alameda Gardens ».

## Colecciones
Las plantas de los Jardines son una combinación de especies autóctonas y otras traídas del extranjero, a menudo de antiguos territorios británicos como Australia y Sudáfrica, con las cuales Gibraltar tenía contactos marítimos durante la época del Imperio británico. 
Desde 1991 numerosas especies han sido introducidas en Gibraltar, en algunos casos por primera vez.
Está especializado en plantas de aloe y crassulaceae, además de las plantas endémicas que se encuentran en Gibraltar y en la zona de los alrededores.
Algunos de los especímenes dignos de mención:
- Árbol Dragón Dracaena draco el ejemplar más antiguo de unos 300 años.
- Pino piñonero Pinus pinea, con frutos comestibles.
- Olivo salvaje Olea europaea
- Árbol de Ortiga Celtis australis
- Roble australiano de seda Grevillea robusta, hay solo un ejemplar con una floración espectacular.
- Palmera Datilera de las islas Canarias Phoenix canariensis, producen unos dátiles amarillos gruesos que son comestibles.
- Washingtonia Washingtonia filifera, palmera de los desiertos de Norteamérica con grandes hojas en abanico.
- Palmera de la isla de Lord Howe Howea forsteriana.
- Palmera del Solitario Ptychosperma elegans, palmera de Australia.
- Hibisco Hibiscus rosa-sinensis.
- Margaritas Compositae.
- Plantas trepadoras y, enredaderas, Wisterias, Plumbago, Tecomaria, Solandra, ...
- Pelargonium.
- Arbustos y bulbos.
- Plantas suculentas.
- Plantas gibraltareñas y mediterráneas, entre las endémicas gibraltareñas, Iberis gibraltarica, Ononis natrix y una especie muy rara la Silene tomentosa.

## Equipamientos
- Index Seminum
- Cottage Museum, abierto al público en mayo del 2006, se encuentra albergado en una casa de campo del siglo XVII, siendo un lugar de información de la Historia Natural.
- Biblioteca, situada en el cottage, tiene libros y revistas relacionados con la horticultura y la historia natural. Es el punto de referencia de la Gibraltar Ornithological & Natural History Society.
- Parque de Vida Salvaje, este pequeño zoológico, es un asilo para los animales confiscados por la Aduana o la policía. Su propósito principal es albergarlos y cuidarlos, mientras que no puedan ser devueltas a su medio natural, se exhiben con propósitos educativos.
- Tienda de la Naturaleza y la recepción del Jardín.